# ドニー・マーフィー
ドナルド・レックス・マーフィー（Donald Rex Murphy , 1983年3月10日 - ）は、 アメリカ合衆国・カリフォルニア州レイクウッド出身の元プロ野球選手（内野手）。右投右打。

## 経歴

### ロイヤルズ時代
2002年、MLBドラフト5巡目（全体138位）でカンザスシティ・ロイヤルズから指名され、6月23日に入団。
2004年9月18日のクリーブランド・インディアンス戦でメジャーデビュー。9番・二塁手でスタメン起用され、4打数1安打だった。この年は7試合に出場した。
2005年、昇格直後の7月20日のインディアンス戦でCC・サバシアから初本塁打を記録した。32試合に出場し、1本塁打8打点、打率.156だった。
2006年はAA級ウィチタ・ラングラーズでプレーし、メジャー昇格はなかった。

### アスレチックス時代
2006年11月28日、金銭トレードでオークランド・アスレチックスへ移籍。
2007年は開幕をAAA級サクラメント・リバーキャッツで迎えた。5月26日にメジャーに昇格したが、1試合のみの出場で降格し、6月8日に再び昇格。42試合に出場し、6本塁打21打点1盗塁、打率.290だった。
2008年は46試合に出場し、3本塁打13打点2盗塁、打率.184だった。10月9日にFAとなった。

### オリオールズ時代
2008年11月15日にボルチモア・オリオールズとマイナー契約で合意。
2009年はAAA級ノーフォーク・タイズでプレーしたが、肘の故障の影響で3試合の出場にとどまり、11月9日にFAとなった。

### マーリンズ時代
2009年12月11日にフロリダ・マーリンズとマイナー契約を結んだ。
2010年7月3日にメジャー昇格。9月1日のワシントン・ナショナルズ戦で4回表の守備中、飛球を捕ろうと試みた際に手首を脱臼し、途中交代となった。29試合に出場し、3本塁打16打点、打率.318という結果で終えた。10月14日にFAとなったが、10月18日にマーリンズとマイナー契約で再契約した。
2012年は開幕ロースター入りを果たしたが、6月10日にDFAとなり、AAA級ニューオーリンズ・ゼファーズに降格した。7月27日に再昇格したが、8月3日にハムストリングを痛め、8月8日に故障者リスト入りした。8月19日に故障者リストから復帰。この年は52試合に出場し、3本塁打12打点1盗塁、打率.216だった。10月17日にFAとなった。

### カブス時代
2012年12月17日にミルウォーキー・ブルワーズとマイナー契約を結んだ。
2013年3月27日に放出され、4月3日にシカゴ・カブスとマイナー契約を結んだ。AAA級アイオワ・カブスでは89試合に出場し、12本塁打41打点5盗塁、打率.265だった。8月3日にカブスとメジャー契約を結び、46試合に出場。自己最多の11本塁打23打点を記録した。オフの12月3日にカブスと82万5000ドルの1年契約で合意した。

### レンジャーズ時代
2014年3月26日にウェーバーでテキサス・レンジャーズへ移籍した。移籍後は開幕ロースター入りし、26試合に出場していたが、5月8日に首の痛みを訴え、15日間の故障者リスト入りした。5月23日に復帰。復帰後は19試合に出場したが、打率が1割台まで落ち込み、7月7日にDFAとなった。7月9日に放出された。

### レンジャーズ退団後
7月19日にシンシナティ・レッズとマイナー契約を結んだが8月12日に解雇となり、16日にアトランタ・ブレーブスとマイナー契約を結ぶ。
2015年2月18日にミルウォーキー・ブルワーズとマイナー契約を結ぶ。8月2日に自由契約となった。この年限りで現役引退。

### 現役引退後
2016年2月23日にトロント・ブルージェイズ傘下A級ランシング・ラグナッツの打撃コーチに就任した。その後もブルージェイズ傘下のマイナー球団で指導者の道を歩み、2018年からはA+級ダニーデン・ブルージェイズの打撃コーチ、2019年はAA級ニューハンプシャー・フィッシャーキャッツの打撃コーチ、2020年はA+級ダニーデン・ブルージェイズの監督、2021年はA級バンクーバー・カナディアンズの監督、2022年からはA級ダニーデン・ブルージェイズの監督を務めた。
2024年よりAAA級バッファロー・バイソンズのベンチコーチを務めている。